# Ghouti Loukili
Ghouti Loukili est un footballeur international algérien né le 1er juillet 1973 à Tlemcen. Il évoluait au poste de milieu de terrain.

## Biographie
Il joue en Division 1 avec de nombreux clubs : le WA Tlemcen, le NA Hussein Dey, l'USM Annaba, l'US Biskra, l'ASM Oran, et enfin le MSP Batna.
Il joue plus de 150 matchs en première division entre 2002 et 2010.
Il compte trois sélections en équipe nationale entre 1997 et 1998 (seulement deux étant officielles).

## Palmarès
- Vainqueur de la coupe d'Algérie en 1998 avec le WA Tlemcen.
- Finaliste de la coupe d'Algérie en 2000 avec le WA Tlemcen.
- Finaliste de la coupe de la Ligue en 1999 avec le WA Tlemcen.
- Vainqueur de la coupe de l'UAFA en 1998 avec le WA Tlemcen.
- Accession en Ligue 1 en 2002 avec le NA Hussein Dey.

## Statistiques

### Avec l'équipe d'Algérie
Le tableau suivant indique les rencontres de l'équipe d'Algérie dans lesquelles Ghouti Loukili a été sélectionné depuis le 4 janvier 1997 jusqu'au 4 novembre 1998.